# Никола Ђурић
Никола Ђурић (Осојане, 6. новембра 1989) српски је одбрамбени фудбалер.

## Трофеји и награде
БАСК
- Српска лига Београд: 2009/10.[3]
- Прва лига Србије: 2010/11.[4]

Пролетер Нови Сад
- Прва лига Србије: 2017/18.[5]

Будућност Подгорица
- Прва лига Црне Горе : 2019/20.[6]